# Shimizu Jun
Jun Shimizu (sinh ngày 21 tháng 5 năm 1985) là một cầu thủ bóng đá người Nhật Bản.

## Sự nghiệp câu lạc bộ
Jun Shimizu đã từng chơi cho Banditonce Kakogawa và Fukushima United FC.